# 巴格羅沃
巴格羅沃（烏克蘭語：Багерове）是法理上乌克兰克里米亚自治共和国东部刻赤区的市級鎮，事实上是俄罗斯克里米亞共和國列宁诺区的市级镇。距離刻赤15公里和辛菲羅波爾179公里，海拔高度86米，2014年人口数量为3,908人。
该地于2014年克里米亚危机中遭俄罗斯强占，但并未得到乌克兰和国际社会承认。該鎮設有醫院和2間中學，該鎮擁有一座巴格羅沃空軍基地，現時由俄方控制。